# Siegfried Ochs

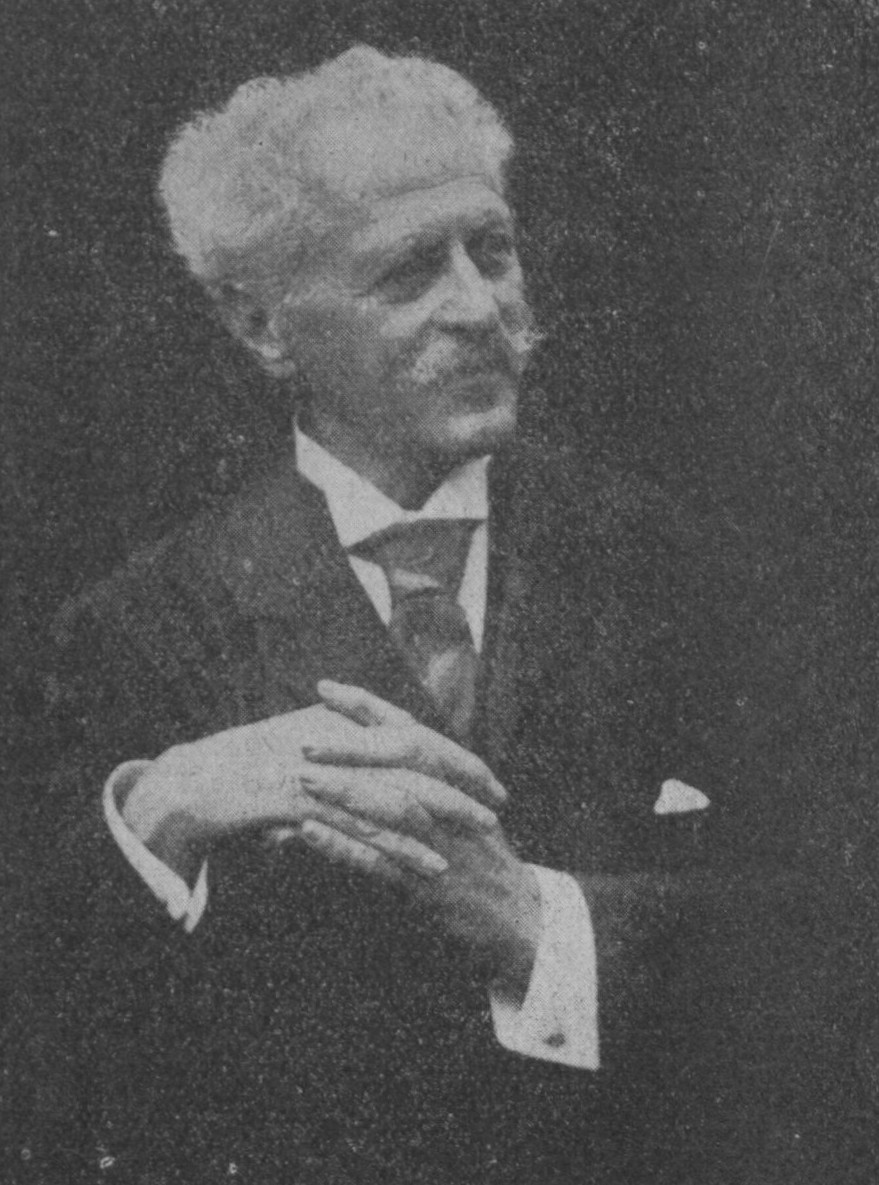
Siegfried Ochs, um 1928

Siegfried Ochs (* 19. April 1858 in Frankfurt am Main; † 6. Februar 1929 in Berlin) war ein deutscher Chorleiter und Komponist. Als Komponist benutzte er auch das Pseudonym Diego Fischers. 

## Leben
Siegfried Ochs studierte zunächst an der Universität Heidelberg Chemie. Er arbeitete nebenbei am örtlichen Theater als Korrepetitor und Dekorationsmaler. 1878 ging er an die Berliner Königlich Akademischen Hochschule für ausübende Tonkunst, die damals unter dem Rektorat von Joseph Joachim (1831–1907) stand. Er gilt auch als Schüler von Friedrich Kiel.
Im Jahre 1882 gründete er den Philharmonischen Chor Berlin, den er bis zu seinem Tode leitete. 1920 wurde der Chor aus finanziellen Gründen aufgelöst und als Chor der Hochschule für Musik weitergeführt, an der Ochs Lehrer war. Seine 1922 in Leipzig erschienene Autobiographie Geschehenes, Gesehenes kann nicht in allen Einzelheiten als verlässlich gelten.
Während des „Dritten Reichs“ waren die Werke des Juden Siegfried Ochs verboten. Mehrere Mitglieder seiner Familie wurden in Konzentrationslagern ermordet; seine 1866 in Berlin geborene Frau Charlotte geb. Friedländer starb am 2. März 1943 im KZ Theresienstadt.

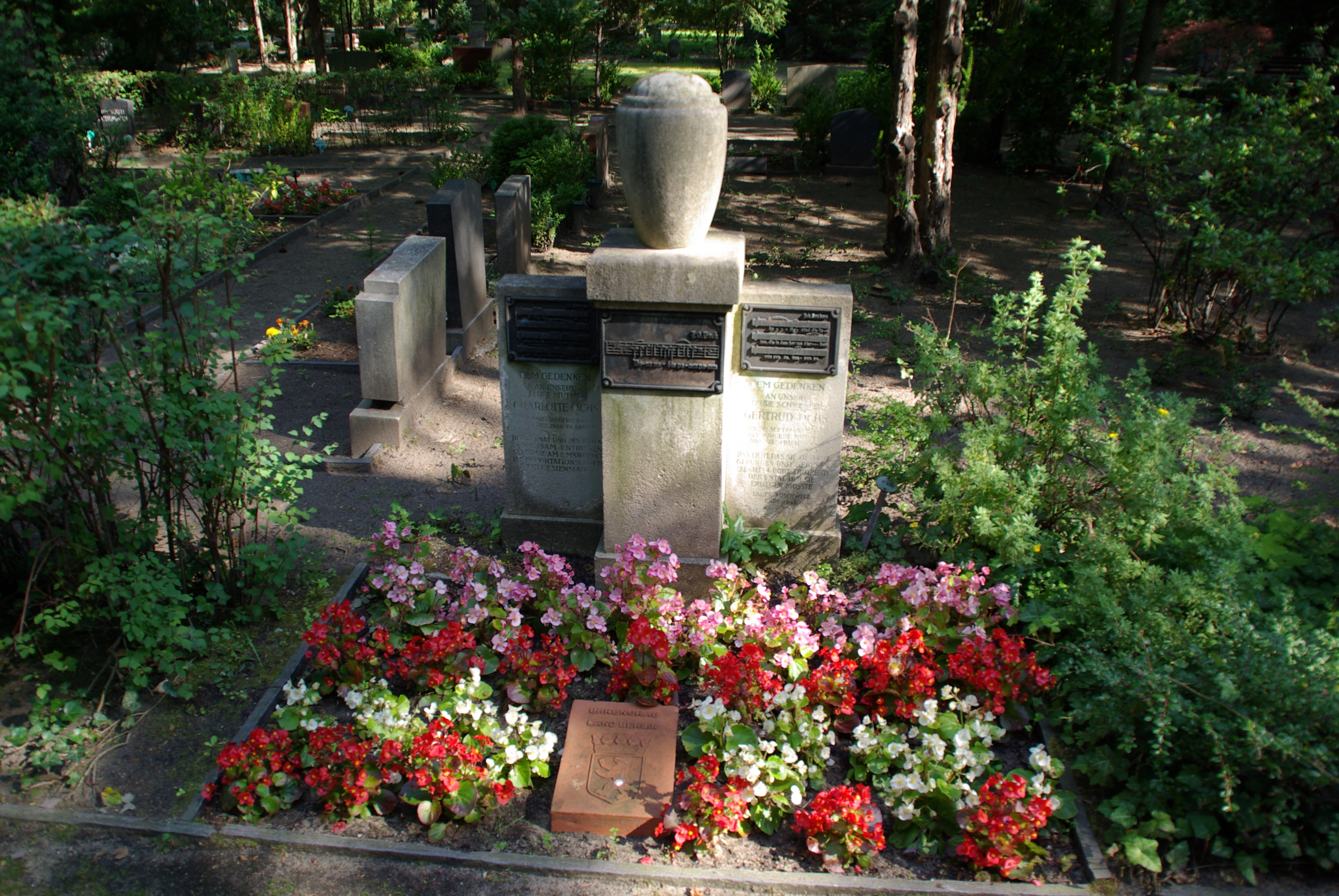
Grabstätte

Er ist auf dem Urnenfriedhof Gerichtstraße beigesetzt. Sein Grab ist als Ehrengrab der Stadt Berlin ausgewiesen.

## Werke (Auswahl)
Er komponierte eine komische Oper, Chöre, Duette, Lieder. Seine bekanntesten Werke sind das Lied „Dank sei Dir, Herr“ (das Ochs als ein Werk Georg Friedrich Händels in dessen Oratorium Israel in Egypt ausgab und das auch lange als solches galt, heute aber unter Ochs’ Namen aufgeführt wird) und die Parodie 14 bekannter Komponisten, darunter Bach, Haydn, Mozart, Beethoven und Wagner, durch Verschmelzung ihres jeweiligen Stils mit dem Volkslied Kommt ein Vogel geflogen.

### Musikalische Werke
- „Die Maulbronner Fuge“ für eine Bariton-Stimme und Männerchor mit Begleitung des Pianoforte op. 3, Text: Joseph Victor von Scheffel, Max Goldstandt gewidmet, Raabe & Plothow, Berlin, um 1882 OCLC 837618315 OCLC 497851755 OCLC 920775002
- Der Handschuh. Gedicht von Friedrich Schiller. Zum heiteren Vortrag mit Klavierbegleitung eingerichtet von Diego Fischers. Berlin: Raabe & Plothow 1883. OCLC 695476551
- Die Hexe op. 5 Nr. 1, Incipit: Grossmutter fuhr zum Schlot hinaus, Text: Arthur Fitger, Berlin, 1883 OCLC 497851696
- Sommerabend op. 5 Nr. 2, Incipit: Die Luft so still und der Wald so stumm, Text: W. Müller, 1883 OCLC 497851761
- Wie des Mondes Abbild zittert op. 6 Nr. 1, Text: Heinrich Heine, 1883 OCLC 497851771
- Geh ich Abends aus op. 6 Nr. 2, Text: J. Grosse, 1883 OCLC 497851684
- Wir wollen jetzt Frieden machen op. 6 Nr. 3, Text: Heinrich Heine, 1883 OCLC 497851785
- Ein deutsches Volkslied „'s kommt ein Vogel geflogen“ im Style älterer u. neuerer Meister für Pianoforte humoristisch bearbeitet in zwei Heften, Eugen Pfeiffer, Heidelberg, 1890 Heft 1 OCLC 873361399 OCLC 1071592040 Heft 2 OCLC 1047881173
- Zwei Lieder für eine Singstimme mit Begleitung des Pianoforte. Raabe & Plothow, Berlin, 1888 OCLC 497851735 I Frage nicht. II Jeanne und Jeanneton
- Im Namen des Gesetzes, Komische Oper in drei Akten, Raabe & Plothow, Berlin, 1888 OCLC 243751047 (Digitalisat des Textbuchs beim Münchener Digitalisierungszentrum der Bayerischen Staatsbibliothek)
- Humoristische Variationen über „'s kommt ein Vogel geflogen“. von der Nordwestdeutschen Philharmonie unter Werner Andreas Albert auf der Schallplatte Meisterwerke musikalischen Humors beim Label EMI Electrola 1969 eingespielt OCLC 1040330387; Nordwestdeutsche Philharmonie unter Peter Falk, CD, Philips 1994.
- Deutsche Volkslieder für gemischten Chor, Dem Philharmonischen Chor in Berlin gewidmet, Bote & Bock, Berlin
  - Band 1: Nr. 1 bis Nr. 6, Bote & Bock, Berlin, 1914 OCLC 165336963: I Bitte an Sankt Raphael II Es waren zwei Königskinder III Der gute Kamerad IV Der letzte Tanz V Das Lieben macht groß’ Freud’ VI Mir ist so traurig (ein Scherzlied)
  - Band 2: Nr. 7 bis 12, Bote & Bock, Berlin, 1915 OCLC 646695341: VII Deutschland, Deutschland über alles (Gott erhalte Franz, den Kaiser) VIII Abschied. Volkslied aus dem Jahre 1534 IX Joseph, lieber Joseph mein X Wir treten zum Beten XI Ich hab' die Nacht geträumet XII Es ritten drei Reiter zum Tore hinaus. Süddeutsch, 1777
  - Band 3: Nr. 13 bis 18, Bote & Bock, Berlin, 1916 OCLC 165336969  XIII Liebeslied XIV Maria, holdes Bild XV Es ist ein Schnitter, der heißt Tod XVI Die Wacht am Rhein. XVII Ach, wie ist's möglich dann XVIII Der Jäger
  - Band 4: Nr. 19 bis 24, Bote & Bock, Berlin, 1918 OCLC 165336970:  XIX Wächterlied XX Mein Schatz, der ist auf die Wanderschaft hin XXI Vom alten Fritz XXII Bald gras' ich am Neckar XXIII Die Pinzgauer wollten wallfahrten gehn XIV I woaß net, wie mir is
  - Band 5: Nr. 25 bis Nr. 30, Bote & Bock, Berlin, 1924 OCLC 165336973: XXV Ein' feste Burg XXVI Stille Nacht XXVII Geistliches Abendlied XXVIII Die Loreley XXIX Rheinweinlied XXX Wanderlied
- Dank sei Dir, Herr. Einschub in Georg Friedrich Händels Oratorium Israel in Egypt. OCLC 500714150
- Der 125. Psalm : Ein Trauungsgesang OCLC 156234632
- Schifferlied für dreistimmigen Frauenchor, Deutscher Arbeiter-Sängerbund, Berlin um 1930 OCLC 312790266

### Als Interpret
- In den Jahren 1927–1928 entstanden einige Aufnahmen mit dem Philharmonischen Chor für Electrola. Eingespielt wurden unter anderem Werke von Heinrich Schütz, Johann Sebastian Bach, Georg Friedrich Händel und Wolfgang Amadeus Mozart sowie eigene Chorsätze.

### Schriften
- Anton, Bruckner, Te Deum. Mit Text [latin et allemand], erläutert von Siegfried Ochs. H. Bechhold, Frankfurt am Main 1897, OCLC 843735533
- Die hohe Messe (in H-moll) von Johann Sebastian Bach. Einführung in das Werk anlässlich des Konzertes der Mainzer Liedertafel und des Damengesangsvereins am 16. April 1910. Falk, Mainz 1910, OCLC 682085536
- Geschehenes, Gesehenes. Grethlein, Leipzig / Zürich 1922 (Autobiografie), OCLC 959113974
- Aufbau und Leitung eines Gesangvereins. Hesse, Berlin 1923, OCLC 175108358
- Der deutsche Gesangverein für gemischten Chor. Teil I bis IV. Hesse, Berlin 1923–1928, OCLC 603357859 OCLC 1332452190
  - Teil I: Über Aufbau und Leitung des Vereins. OCLC 1075620262
  - Teil II: Die Aufführungspraxis bei Schütz, Händel und Bach, erklärt an Beispielen. Hesse, Berlin 1924, OCLC 175108365
  - Teil III: Über die Aufführungspraxis bei Haydn, Beethoven und Bruckner, erklärt an Beispielen. OCLC 879471984
  - Teil IV: Über die Aufführungspraxis bei Berlioz, Liszt, Mendelssohn, Schumann, Hugo Wolf, Max Reger, erklärt an Beispielen. Hesse, Berlin 1928, OCLC 1073954790
- Über die Art, Musik zu hören: ein Vortrag, gehalten in der Deutschen Gesellschaft 1914 zu Berlin. Werk-Verlag, Berlin 1926, OCLC 970991982